# Al-Gassaniyya
Al-Gassaniyya fue una adība (mujer de letras) y poetisa andalusí originaria de Bayyāna, la actual Pechina (provincia de Almería, Comunidad Autónoma de Andalucía, España), que vivió probablemente durante los siglos X u XI.

## Biografía y obra
Se desconocen muchos datos sobre esta poeta andalusí. Vivió posiblemente durante el periodo de mayor esplendor económico y cultural de la Taifa de Almería, coincidente con los reinados de Jairán y, sobre todo, Almotacín. Así, habría sido quizá coetánea de otra poeta almeriense, Zaynab al-Mariyya.
Escribía panegíricos a los reyes.
Se conservan de su mano sólo seis versos, parte del preludio amoroso a una casida (probablemente mucho más extensa) sobre Jairán, señor de Almería, emulando la de Abū 'Ummar Aḥmad b. Darrāŷ:

¿Te entristece que digan:

«Han partido los palanquines de las mujeres».

¿Cómo podrás soportarlo, ay de ti,

cuando se vayan?

No hay más que muertes a su partida,

y si no, una resignación.

Es la mujer n.º 35 del listado de "Mujeres sabias de al-Ándalus, estipulado por María Luisa Ávila, pp. 139-184.